# Homemade Dynamite
"Homemade Dynamite" é uma canção gravada pela cantora e compositora neozelandesa Lorde para o seu segundo álbum de estúdio, Melodrama (2017). Ela co-escreveu a faixa com Tove Lo, Jakob Jerlström e Ludvig Söderberg e a co-produziu com Frank Dukes e o produtor vocal Kuk Harrell. Críticos de música descreveram "Homemade Dynamite" como uma canção de R&B e synth-pop com efeitos vocais, uma batida percussiva, um gancho em staccato, floreios eletrônicos, percussão afiada e sintetizadores trêmulos. Na letra, Lorde fala sobre ter um sentimento de euforia em uma festa em casa com amigos.
"Homemade Dynamite" recebeu críticas favoráveis de críticos de música, que elogiaram a letra forte da canção, os vocais de Lorde e a produção. Apesar de a faixa ter falhado em comparação ao sucesso do primeiro single do álbum, ela apareceu em tabelas musicais de Portugal, Suécia e Reino Unido. Lorde apresentou a canção pela primeira vez no Coachella Valley Music and Arts Festival e no MTV Video Music Awards de 2017. "Homemade Dynamite" foi uma das seis canções utilizadas como parte de uma série reimaginada da Vevo no Electric Lady Studios, onde ela gravou grande parte de seu álbum.
Uma versão remix da canção, incluindo aparições dos cantores de R&B estadunidenses Khalid e SZA e do rapper estadunidense Post Malone, foi lançada como o terceiro single do álbum em 15 de setembro de 2017. Críticos de música elogiaram sua produção e os versos de cada um dos convidados. Ela obteve resultados modestos em tabelas musicais internacionalmente, chegando à 20ª posição na Nova Zelândia e em posições medianas no Canadá e Países Baixos, bem como na 92ª posição na tabela Billboard Hot 100, dos Estados Unidos. Esta versão recebeu uma certificação de platina dupla na Austrália e platina no Canadá e Nova Zelândia.

## Antecedentes

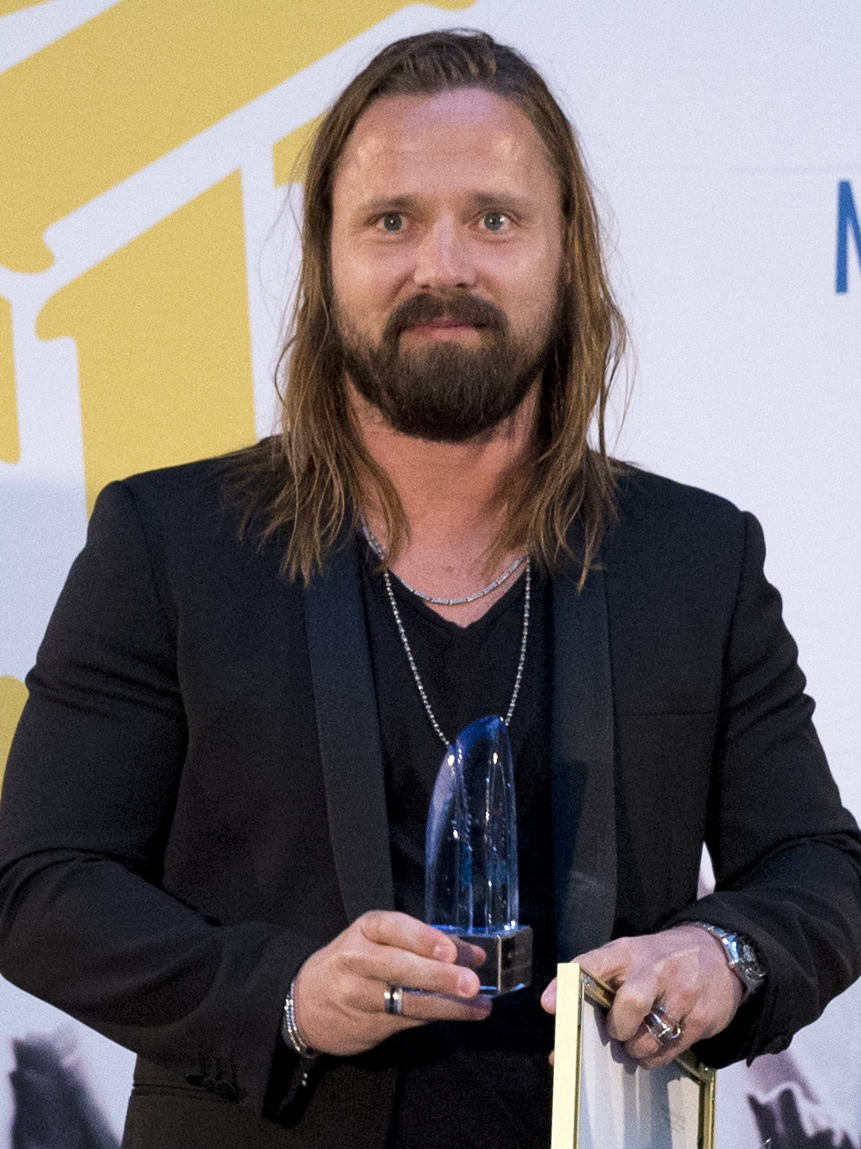
"Homemade Dynamite" foi produzida em um dos complexos de Max Martin.

Lorde revelou em uma entrevista ao The Spinoff que ela admirava "a simplicidade das emoções" de "Homemade Dynamite". Ela se destacou entre as outras canções devido a seu tom "leve". Ela descreveu a canção como o momento onde "todos estão em um bom nível e talvez as bordas afiadas da noite ainda não tenham se mostrado". Lorde também chamou a canção de "engraçada" e "inconsequente". O produtor Frank Dukes foi trazido à faixa em particular quando a dupla se encontrou e pôde trabalhar na canção rapidamente.
Durante a produção, a cantora mencionou que ela estava "atestando para o campo do pop." A canção começou com um som "bootleg", mas eles rapidamente já tinham uma "mistura pop brilhante." Dukes trouxe mesas de som com sons de bateria que não eram de alta-fidelidade e usou sons de teclado que Lorde gostou. Para ela, isso representava a transição da produção minimalista de Pure Heroine (2013). Lorde disse que "Homemade Dynamite" era um distanciamento do tema de término do álbum, já que falava sobre amizade. A crítica Claire Shaffer sentiu que os vocais "fofos" na canção "Fineshrine" (2012) de Purity Ring foram uma fonte de inspiração em "Homemade Dynamite".
Enquanto escrevia "Homemade Dynamite", Lorde não tinha um cenário ou tema específico em mente. Ela trabalhou com a cantora pop sueca Tove Lo e disse que ambas se entenderam e passar um "tempo maravilhoso" escrevendo. Apesar de diferentes antecedentes na música das duas, Lorde estava intrigada para trabalhar com alguém cujo estilo de produção contrastasse com o dela. A canção foi escrita em um dos complexos de Max Martin, que Lorde chamou de "Casa de Gengibre". No estúdio, o microfone tinha um colchão em volta dele para efeitos de cancelamento de ruído.

## Composição e interpretação da letra

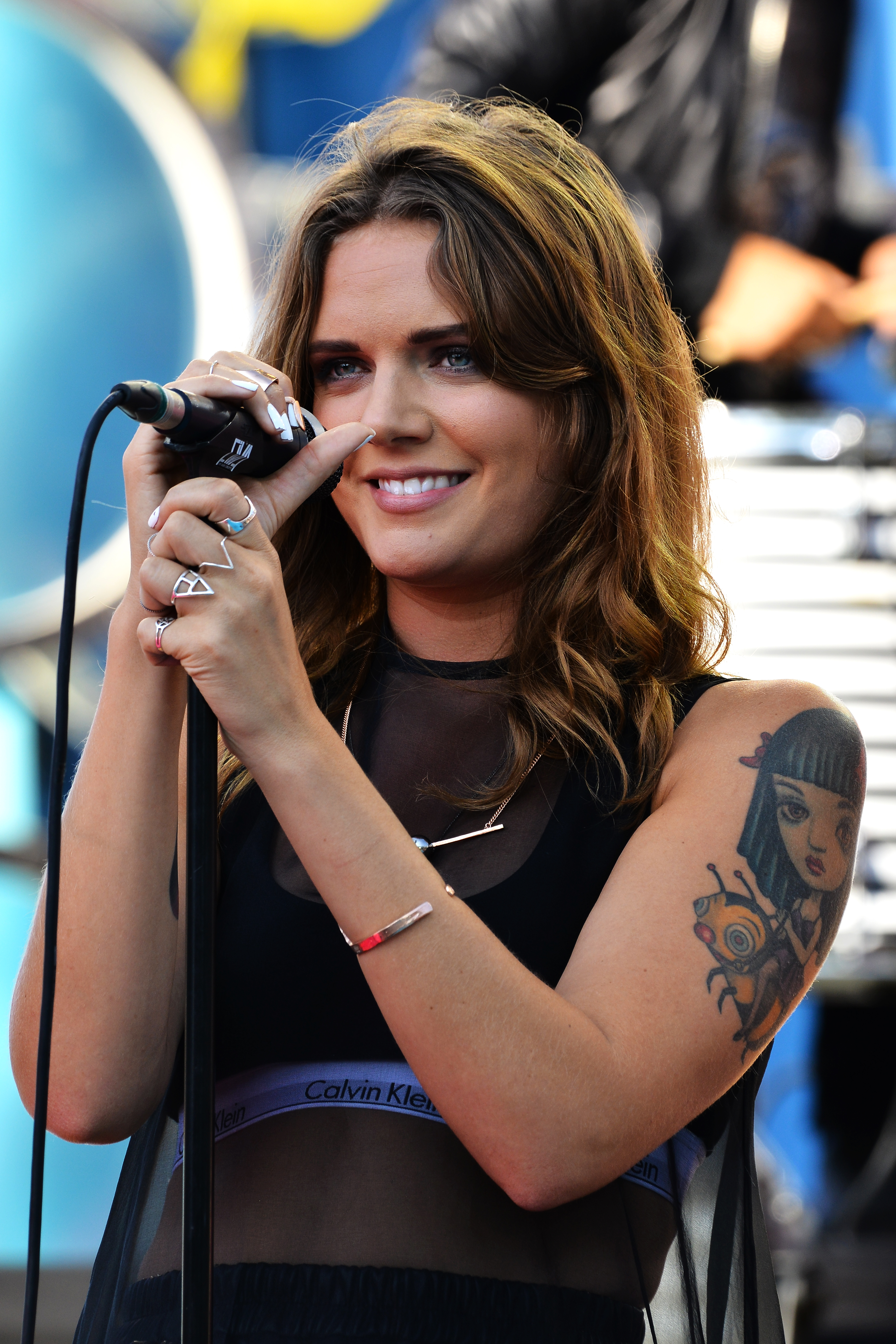
Tove Lo ajudou na composição de "Homemade Dynamite".

A canção foi gravada em duas locações nos Estados Unidos. A gravação começou no Conway Recording Studios em Los Angeles, Califórnia, com a ajuda de Tove Lo. Sua persistência em ir a festas era algo que ela e Lorde compartilhavam quando a canção era composta. O resto da faixa foi completado no Electric Lady Studios, em Greenwich Village, Manhattan. Serban Ghenea misturou a canção no MixStar Studios com assistência do engenheiro John Hanes. Laura Sisk serviu como engenheira de áudio. Foi masterizada no Sterling Sound Studios por Randy Merrill. Outro pessoal incliu os compositores Jakob Jerlström e Ludvig Söderberg, Kuk Harrell que forneceu produção vocal, e o produtor Frank Dukes. Esta é a única canção do álbum sem trabalho de produção ou composição por Jack Antonoff.
"Homemade Dynamite é composta na tonalidade de Si bemol maior com um andamento moderado de 108 batidas por minuto. Os vocais de Lorde abrangem um intervalo de F3 a D5 e sua progressão harmônica segue uma sequência básica de Cm–Gm–B♭. Ela foi descrita como uma canção com andamento médio de R&B e synth-pop com efeitos vocais, uma batida percussiva serpenteante, um gancho em staccato, floreios eletrônicos, percussão afiada e sintetizadores trêmulos. Andrew Dorsett da PopMatters notou como as "batidas inspiradas em R&B e hip hop" da canção vêm em forma de textura junco com sua "grandeza gótica". Greg Kot, editor do Chicago Tribune, descreveu a canção como "firme, com batidas de hip hop de balançar a cabeça e uma pitada de otimismo" em sua letra.
Diversas publicações interpretaram as linhas "Might get your friend to drive, but he can hardly see / we'll end up painted on the road red and chrome, all the broken glass sparkling" (Talvez o seu amigo dirija, mas ele mal consegue ver / vamos acabar pintados na rua, vermelhos e cromados, todo o vidro quebrado reluzindo) como uma descrição de um acidente de carro envolvendo Lorde e sua nova paixão. O The Guardian comparou o cenário do acidente de carro com a canção da banda The Smiths de 1992 "There Is a Light That Never Goes Out". Assim como "The Louvre", esta canção revela o senso de humor e intimidade de Lorde com o efeito de explosão que ela faz.

## Recepção crítica
"Homemade Dynamite" recebeu críticas favoráveis de críticos de música. Will Hermes da Rolling Stone considerou a "pequena explosão no meio de silêncio total" da canção a parte mais impactante do álbum. Hermes também escreveu que a faixa era "emblemática de uma gravação de pop moderno que valoriza a intimidade antiga." Dan Weiss, da Consequence of Sound, disse que a canção é "excelente" e comparou o rap de Lorde à uma "Lana Del Rey sob o efeito de cafeína." A publicação chamou o efeito de explosão na canção de "adorável". Joe Giggins, editor da Drowned in Sound, chamou o final da canção, onde Lorde imita o som de uma explosão, de "eletrizante". A Pigeons & Planes incluiu o remix em sua lista de Melhores Canções da Semana de 15 de setembro de 2017. Charlotte Freitag, da revista, elogiou as aparições dos convidades, que ajudam a visualizar a "imagética da faixa". Freitag também elogiou o refrão final que entrega "harmonias quádrulas deslumbrantes."
O The Guardian disse que, apesar de a canção "não ser má", não há "nada melodicamente ou sonoramente" que a destacaria em uma playlist de um rádio. A publicação considerou-a a canção mais fraca do álbum. O Sputnikmusic foi mais favorável em relação à canção, mas compartilhou sentimentos similares quanto ao "senso de familiaridade" da faixa com a sonoridade de Pure Heroine, mas disse que ela é "bastante forte e bem-executada." Apesar de várias críticas mistas, a Rolling Stone incluiu "Homemade Dynamite" em três diferentes listas de fim de ano. A canção ficou em segundo lugar tanto na lista da versão estadunidense da revista quanto na da versão australiana, com a Rolling Stone chamando a canção de um "thriller de synth-pop nervosamente sexy". O "sussuro excêntrico" de Lorde foi elogiado por segurar a canção de forma coesa. Rob Sheffield, também para a Rolling Stone, incluiu "Homemade Dynamite" na décima posição na sua lista de 25 Melhores Canções de 2017, elogiando o som de dinamite de Lorde e sua "batida de vidro quebrado reluzente." A canção foi nomeada a 14ª melhor canção de 2017 pela rádio australiana de música alternativa, Triple J.

## Desempenho comercial
No Reino Unido, a versão solo estreou na 82ª posição na tabela da semana de 22 de setembro de 2017. Ela desempenhou de forma parecida em outros países europeus como a Suécia e a Irlanda, atingindo as posições 84 e 61, respectivamente. A canção foi um sucesso comercial na Bélgica, porém, entrando no top cinco das duas tabelas principais do país. Assim como a canção original, o remix entrou de forma modesta nas tabelas de países como Canadá e Países Baixos, onde apareceu nas posições de número 54 e 92, respectivamente. A canção atingiu a 92ª posição na Billboard Hot 100, registrando 5,9 milhões de streams nos Estados Unidos e 10 mil vendas da canção. O remix conseguiu entrar no top 20 no país natal de Lorde, a Nova Zelândia. Ele também alcançou a 23ª posição na Austrália. Desde seu lançamento, a versão remix recebeu certificações de platina pela Recorded Music NZ (da Nova Zelândia) e Music Canada (do Canadá).

## Apresentações ao vivo
Lorde apresentou "Homemade Dynamite" pelo primeira vez no Coachella Valley Music and Arts Festival. Ela introduziu a canção dizendo que ela queria "captirar a sensação de uma noite fora, dos pontos altos aos baixos" e a parte "onde tudo é bom." A canção seria apresentada pela primeira vez no restaurante Pappy & Harriet's na Califórnia, mas foi descartada da lista. Durante a apresentação, Lorde vestou "canças prateadas deslumbrantes e um top estilo-corpete enfeitado," que o The Daily Telegraph notou que era uma mudança em seu estilo de figurino. A apresentação completa recebeu reações positivas dos críticos, com a Entertainment Weekly considerando-a um dos pontos altos do festival.
Durante o Festival de Osheaga em 4 de agosto de 2017, Lorde convidou Tove Lo para cantar um dueto de "Homemade Dynamite". Antes de introduzi-la, a cantora disse à plateia que ela havia escrito todas as canções no álbum com uma pessoa, mas Lo era a pessoa "extra" que ela "tinha escrito uma música com". Lo disse que era um "grande momento" para ela. A faixa também foi apresentada no MTV Video Music Awards de 2017. Lorde disse, horas antes da apresentação, que ela havia sido diagnosticada com gripe. Ao invés de cantar, ela optou por fazer uma dança interpretativa. A apresentação foi recebida com críticas conflituosas de críticos e membros da audiência, com muitos considerando-a "bizarra" e o vocalista da banda Maroon 5, Adam Levine, considerando-a "completamente horrível"; ela mais tarde se tornou um meme. Lorde defendeu sua apresentação em uma entrevista em podcast, dizendo que a audiência exagerou na resposta a sua dança. Ela disse que é "meio vergonhoso assistir alguém experimentando alegria intensa", que ela acha que é o porquê de as pessoas terem achado o que ela fez "desconcertante". A canção foi parte da set list sua turnê mundial Melodrama World Tour (2017–18). Ela também apresentou "Homemade Dynamite" como uma das seis canções utilizadas como parte de uma série reimaginada da Vevo no Electric Lady Studios, onde ela gravou grande parte de seu álbum.

## Remixes

### Remixde Khalid, Post Malone e SZA
Em 16 de setembro de 2017, uma versão remix com vocais dos cantores de R&B Khalid e SZA e do rapper Post Malone foi lançada. Ela insinuou a faixa pela primeira vez no Instagram depois do MTV Video Music Awards de 2017, com a legenda escrita com 21 asteriscos. Mais tarde, foi revelado que este era o anúncio do remix. Isto marcou a primeira colaboração de Lorde desde "Magnets" (2015), com o duo britânico Disclosure, e o primeiro como artista principal. A Universal Music da Nova Zelândia lançou o remix como terceiro single do segundo álbum da cantora, Melodrama, produzido e promovido pela Republic Records.
A arte de capa do remix inclui um "retrato similar ao de uma Polaroid em um quarto de balões de hélio", com um escondendo o rosto de Lorde. A canção manteve o ritmo original, com uma linha extra no primeiro refrão e três versos adicionais cantados pelos artistas convidados. Khalid, SZA e Post Malone escreveram seus próprios versos e Lorde alterou partes do refrão, movendo a linha "Now you know it's really gonna blow" para o final da canção, como uma conclusão. No IHeartRadio Music Festival de 2017, Lorde surpreendeu a plateia trazendo Khalid ao palco para cantar o remix.
O remix recebeu críticas majoritariamente positivas de críticos de música. A Billboard o considerou uma "canção de festa infecciosa." A publicação descreveu o remix como um "arranjo borbulhante, otimista." Mike Wass, do Idolator, notou que o verso de Post Malone era o "mais doce", e disse que o remix tinha "todos os ingredientes para um hit multi-formatos." Sarah Murphy, do Exclaim, disse que os "versos adicionais adicionam uma alteração refrestante à faixa, enquanto mantendo a a qualidade de infecção inegável da [versão] original". Phil Witmer, editor da Noisey, considerou o remix "explosivo" e elogiou tanto o "andamento [de Khalid] na conclusão" quanto a "virada convincente [de Post Malone] como cantor pop". A Uproxx considerou o remix "etéreo", mas também mencionou que ele "possui um impacto incrível" devido a seu "trabalho de percussão complexo." A publicação elogiou os vocalistas convidados que "combinam com a intensidade de Lorde à perfeição."

### Outrosremixes
A rádio australiana Triple J sediou um concurso pouco tempo depois do lançamento do remix oficial de Lorde para encontrar o melhor remix de "Homemade Dynamite". Mais de mil versões foram enviadas. Cinco finalistas foram anunciados antes da data da revelação: Aela Kae, Eilish Gilligan, Sweet Potato, Tone Youth e Vincent Sole. Lorde escolheu o vencedor, Sweet Potato, dizendo que sua versão a lembrou dos vocais que utilizou como batida em sua canção "Million Dollar Bills" (2013). Lorde também fez uma "menção honrosa" a Vincent Sole, dizendo que achou sua "batida de house music [...] super interessante."

## Alinhamento de faixas
| Download digital – Remix |                                                     |         |  |
| N.º                      | Título                                              | Duração |  |
| 1.                       | "Homemade Dynamite" (com Khalid, Post Malone e SZA) | 3:34    |  |

## Créditos
Créditos adaptados das anotações de Melodrama e Tidal.
Gravação e administração
- Gravado em Conway Recording Studios (Los Angeles, Califórnia) e Electric Lady Studios (Greenwich Village, Manhattan)
- Misturado em MixStar Studios (Virginia Beach, Virgínia)
- Masterizado em Sterling Sound Studios (Nova Iorque, Nova Iorque)
- Publicado por Songs Music Publishing, Sony/ATV Songs LLC, Warner Chappell Music Scand (STIM), Wolf Cousins e produção vocal administrada por Suga Wuga Music, Inc (solo) / Songs Music Publishing, Wolf Cousins, Warner Chappell Music Scand (STIM) (Remix)

Pessoal
| - Ella Yelich-O'Connor – vocais principais, composição, produção - Khalid Robinson – vocais de convidado, composição (apenas no remix) - Austin Post – vocais de convidado, composição (apenas no remix) - Solána Rowe – vocais de convidado, composição (apenas no remix) - Tove Lo – composição | - Laura Sisk – engenharia - Eric Eylands – assistência de engenharia - Greg Eliason – assitência de engenharia - John Hanes – engenharia de mistura - Randy Merrill – masterização | - Serban Ghenea – mistura - Frank Dukes – produção - Kuk Harrell – produção vocal |

## Desempenho nas tabelas musicais
| Tabela (2017)                         | Melhor posição |
| ------------------------------------- | -------------- |
| Áustria (Ö3 Austria Top 40)           | 71             |
| Bélgica (Ultratip Flandres)           | 5              |
| Bélgica (Ultratip Valônia)            | 3              |
| Eslováquia (Singles Digitál Top 100)  | 42             |
| Irlanda (IRMA)                        | 61             |
| Nova Zelândia (Recorded Music NZ)     | 13             |
| Portugal (AFP)                        | 68             |
| Chéquia (Singles Digitál Top 100)     | 46             |
| Reino Unido (Official Charts Company) | 82             |
| Suécia (Sverigetopplistan)            | 84             |

| Tabela (2017)                      | Melhor posição |
| ---------------------------------- | -------------- |
| Austrália (ARIA)                   | 23             |
| Canadá (Canadian Hot 100)          | 54             |
| Estados Unidos (Billboard Hot 100) | 92             |
| Nova Zelândia (Recorded Music NZ)  | 20             |
| Países Baixos (Mega Top 50)        | 48             |
| Países Baixos (Single Top 100)     | 92             |

| Região                                                  | Certificação | Vendas/unidades certificadas(a) |
| ------------------------------------------------------- | ------------ | ------------------------------- |
| Austrália (ARIA)                                        | 2× Platina   | 140 mil                         |
| Canadá (Music Canada)                                   | Platina      | 80 mil                          |
| Nova Zelândia (RMNZ)                                    | Platina      | 30 mil                          |
| Nota a: vendas baseadas apenas na certificação recebida |              |                                 |

## Histórico de lançamento
| Região         | Data                   | Formato                | Gravadora                   | Ref.   |
| -------------- | ---------------------- | ---------------------- | --------------------------- | ------ |
| Diversas       | 16 de setembro de 2017 | Download digital       | Universal Music New Zealand | [ 45 ] |
| Itália         | 13 de outubro de 2017  | Contemporary hit radio | Universal Music Group       | [ 73 ] |
| Estados Unidos | 24 de outubro de 2017  | Contemporary hit radio | Republic Records            | [ 74 ] |